# (1355) Magoeba
(1355) Magoeba – planetoida należąca do wewnętrznej części pasa głównego asteroid okrążająca Słońce w ciągu 2 lat i 292 dni w średniej odległości 1,85 au. Została odkryta 30 kwietnia 1935 roku w Union Observatory w Johannesburgu przez Cyrila Jacksona. Nazwa planetoidy pochodzi od Makgoby, wodza jednego z plemion w Transwalu Północnym (RPA), na którego cześć nazwano rejon, w którym żyło jego plemię (MagoebasKloof). Przed nadaniem nazwy planetoida nosiła oznaczenie tymczasowe (1355) 1935 HE.